# Margalida Crespí
Pour les articles homonymes, voir Crespi.
Margalida Crespí Jaume, née le 15 août 1990 à Palma de Majorque, est une nageuse synchronisée espagnole.

## Carrière
Margalida Crespí remporte aux Jeux olympiques de 2012 à Londres la médaille de bronze par équipes avec Andrea Fuentes, Ona Carbonell, Clara Basiana, Alba María Cabello, Thais Henríquez, Paula Klamburg, Irene Montrucchio et Laia Pons.
Aux Championnats du monde de natation 2013, elle est médaillée de bronze en duo technique avec Ona Carbonell.